# Альбанчес-де-Махіна
Альбанчес-де-Махіна (ісп. Albanchez de Mágina) — муніципалітет в Іспанії, у складі автономної спільноти Андалусія, у провінції Хаен. Населення — 1230 осіб (2010).
Муніципалітет розташований на відстані близько 290 км на південь від Мадрида, 28 км на схід від Хаена.
На території муніципалітету розташовані такі населені пункти: (дані про населення за 2010 рік)
- Альбанчес-де-Махіна: 1199 осіб
- Утар: 31 особа

## Демографія
Динаміка населення (INE ):